# Maria Werner
Maria Werner z Jarczyńskich 1° voto Błońska (działała w latach 1873–1888) – polska aktorka teatralna i śpiewaczka.

## Kariera teatralna
Występowała w 1873 w Radomiu. W sezonie 1873/1874 należała do zespołu teatru poznańskiego. Przez krótki okres (luty i marzec 1881 r.) była związana z teatrem krakowskim. Ponadto występowała w zespołach teatrów prowincjonalnych: Mieczysława Krauzego i Bolesława Kremskiego (1874), Mieczysława Krauzego (1875–1876), Józefa Rybackiego (1876–1877), Bolesława Kremskiego i Hipolita Wójcickiego (1880), a także w warszawskim teatrze ogródkowym „Alhambra” oraz krakowskim teatrze „Na Podgórzu”. Grała najczęściej w operetkach i wodewilach m.in. role: Róży (Bursze), Kunegundy (Małżeństwo przy latarniach) i Klary (Córka pani Angot). Śpiewała także partie operowe: Flory (Violetta), Eudoksji (Żydówka) i Inez (Faworyta).

## Życie prywatne
Jej pierwszym mężem był aktor Władysław Błoński, a drugim również aktor Władysław Werner (Jaworski).